# Max Wechsler
Max Wechsler (Luthern, 6 de outubro de 1938) é um ex-ciclista suíço. Competiu representando a Suíça na prova de estrada individual nos Jogos Olímpicos de Verão de 1960 em Roma.